# 후지나미 신타로
후지나미 신타로(일본어: 藤浪 晋太郎, 1994년 4월 12일 ~ )는 일본의 프로 야구 선수(투수)이다.

## 인물

### 프로 입단 전
오사카부 사카이시 미나미구 출신으로 초등학교 1학년 때부터 야구를 시작했다. 중학교 시절에는 ‘오사카 센보쿠 보이즈’라는 연식 야구팀에서 투수를 맡아 최고 속도 142km/h를 기록했다. 3학년 때에는 세계 청소년 야구 선수권 대회에 출전했고 신장은 초등학교 졸업 당시에 180.2cm, 중학교 졸업시에는 194cm였다고 한다.
중학교 졸업 후 오사카도인 고등학교에 진학하여 1학년 여름부터 벤치에 들어가 2학년 봄부터는 에이스가 되었다. 3학년 때인 춘계 선발 고등학교 야구 대회에서는 사상 최초로 전체 5경기에서 150km/h이상을 측정하여 우승을 이끌었고 하계 고시엔 대회에서는 준결승전인 메이토쿠기주쿠 고등학교를 상대로 9이닝 동안 2피안타 무실점 8개의 탈삼진을 기록했고 결승전에서는 고세이가쿠인 고등학교를 상대로 9이닝 동안 2피안타 무실점을 기록했는데 결승전 사상 최다 타이 기록인 14개의 탈삼진, 결승전 사상 가장 빠른 속도가 되는 153km/h를 기록하는 등의 투구를 보여 팀 승리에 기여해 오사카도인 고등학교는 역대 7번째 학교로 춘계와 하계 대회의 연패를 달성했다. 준결승, 결승의 연속 완봉은 실로 20년 만의 쾌거였으며 고시엔 대회에서의 통산 성적은 76이닝, 평균 자책점 1.07, 90개의 탈삼진을 기록했다.
가을에는 대한민국 서울에서 열리는 제25회 AAA 청소년 야구 선수권 대회의 일본 대표팀 선수로 발탁되었는데 대회에서는 2차 라운드의 3연투를 포함한 합계 4경기에서 24와 1/3이닝을 던져 평균 자책점 1.11의 성적을 남기는 등 베스트 나인에 해당되는 ‘올스타팀’에 선출되었다. 더욱이 이 대회에서의 활약 등으로 나중에 국제 야구 연맹이 선정하는 2012년 18세 이하 남자 연간 최우수 선수로 선정되었다. 10월 기후 국민 체육 대회에서도 우승(일정 순연때문에 센다이이쿠에이 고등학교와 동시 우승)하여 마쓰자카 다이스케를 거느린 요코하마 고등학교 이래가 되는 역대 3번째 학교로 ‘3관왕’을 달성했다.
2012년 프로 야구 드래프트 회의에서는 한신 타이거스, 오릭스 버펄로스, 도쿄 야쿠르트 스왈로스, 지바 롯데 마린스 등의 4개 구단으로부터 1순위 지명을 받았는데 추첨 결과 한신이 교섭권을 획득했다. 당시 한신의 스카우트 담당은 하타야마 슌지였다. 드래프트 다음날인 10월 26일에 한신 구단 나카무라 가쓰히로 총감독, 와다 유타카 감독으로부터 직접 지명 인사를 받았을 때 “타도 요미우리의 의미를 담아(예전에 ‘요미우리 킬러’라고 불린 고바야시 시게루 가 착용했던) 등번호 19번을 착용했으면 좋겠다”라고 말하여 등번호 ‘19’번이 제시되었고 11월 15일에 계약금 1억 엔+성과급 지급 5,000만 엔, 연봉 1,500만 엔이라는 파격적인 조건으로 입단 계약을 맺었다.

### 프로 입단 후

#### 2013년
3월 31일에 열린 야쿠르트전(메이지 진구 야구장)에서 프로 첫 등판 겸 첫 선발로 나서 6이닝 동안 3피안타, 2실점(1자책점), 7개의 탈삼진을 잡아내며 호투했음에도 불구하고 타선의 지원을 받지 못하고 팀 타선도 무득점에 그치는 바람에 패전 투수가 되었지만 드래프트 제도가 시행된 이후로 고졸 신인이 개막 3경기째에서의 선발 등판한 사례는 개막 4경기째에 선발로 나왔던 마쓰자카 다이스케, 와쿠이 히데아키(모두 세이부 소속)를 추월한 기록이었다. 4월 7일의 히로시마 도요 카프전에도 본래는 선발로 나설 예정이었으나 비 때문에 전날 선발 예정이던 이와타 미노루가 슬라이드 선발 등판함에 따라 처음으로 구원 등판을 경험했다. 두 번째의 선발 등판이 된 4월 14일의 요코하마 DeNA 베이스타스전(한신 고시엔 구장)에서 6이닝을 5피안타, 4개의 탈삼진 등 무실점으로 막아내 프로 첫 승리 투수가 되었다. 4월에는 1962년 오자키 유키오와 맞먹는 고졸 신인으로서의 사상 최다 타이 기록인 3승을 올려 드래프트제 도입 이후로는 사상 첫 기록이 되었다.
5월 11일에는 등이 뭉치는 증상 때문에 등록이 말소됐으나 복귀 후인 5월 26일 홋카이도 닛폰햄 파이터스전(한신 고시엔 구장)에서는 고교 3학년 때 선발 야구 대회 이래가 되는 오타니 쇼헤이와의 맞대결이 성사되었다. 이 경기에서는 콜라보레이션 상품이 발매되는 등 대성황을 이루었다. 5월 말에 4승째를 올린 이후 한 달가량 승리에서 멀어지고 있다가 그 후 회복돼 7월 14일에 열린 요코하마 DeNA전(한신 고시엔 구장)에서 시즌 6승째를 올렸다. 드래프트 제도 시행 이후로 고졸 신인이 올스타전을 앞두고 6승을 거둔 사례는 2007년의 다나카 마사히로(7승, 도호쿠 라쿠텐 골든이글스) 이후 역대 5번째이자 센트럴 리그에서는 1967년에 에나쓰 유타카(7승, 한신) 이후 역대 3번째이다.
감독 추천으로 올스타전에 출전하여 2차전에서 올스타전에 첫 등판하였는데 오사카도인 고등학교의 선배인 나카타 쇼가 타석에 들어섰을 때 같은 고등학교의 선배이자 팀 동료인 니시오카 쓰요시와 포수 다니시게 모토노부의 지시로 포물선을 그리는 느린 공을 2개 연속으로 던지기도 했지만 2이닝을 2피안타 무실점으로 막아냈다. 8월 11일의 주니치 드래곤스전(나고야 돔)에서 자신으로서는 처음으로 9이닝을 던지는 등 2피안타 무실점으로 승리를 거둬 센트럴 리그에서는 1967년의 에나쓰 유타카 이후의 쾌거를 이뤘을 뿐만 아니라 고졸 신인이 센트럴 리그 5개 구단으로부터 승리를 거뒀다. 또한 8월 31일의 히로시마전(한신 고시엔 구장)에서 6이닝 동안 1실점을 내주며 승리 투수가 되어 시즌 10승을 올렸다. 센트럴 리그에서 고졸 신인이 시즌 10승을 거둔 것은 1967년 에나쓰 유타카 이후 47년 만의 일이며, 역대 5번째의 기록이다.
또한 8월에는 4승과 평균 자책점 1.09를 기록하여 월간 MVP에 선정되었는데 고졸 신인이 월간 MVP를 수상한 것은 센트럴 리그에서는 1987년 8월의 콘도 신이치(당시 주니치) 이후 역대 두 번째의 쾌거였다. 또한 후지나미가 월간 MVP를 수상함으로써 한신 타이거스의 투수가 5월부터 월간 MVP를 4개월 연속으로 수상하게 됐다. 같은 구단의 투수가 월간 MVP를 4개월 연속으로 수상하기는 같은 기간 동안 4개월 연속으로 월간 MVP를 수상했던 다나카 마사히로(라쿠텐, 퍼시픽 리그 투수)와 함께 사상 첫 진기록을 세웠다.
그러나 공식전에서는 9월 이후 승점을 추가하지 못했고 팀 방침에 따라 투구수 제한되는 등으로 인해 투구 이닝도 규정 투구 이닝(144이닝)에 6과 1/3이닝이 미달되었다. 그래도 센트럴 리그에서 고졸 신인으로서는 1967년 에나쓰 유타카 이래 46년 만에 5번째로 10승의 올리는 주인공이 되었고 일본 시리즈 후에 실시된 기자단 투표에서 후지나미가 신인왕으로 선정되지 못했을 경우는 ‘신인 특별상’을 수여하겠다는 발표가 나오기도 했다.
팀이 정규 시즌 2위에 의해서 진출한 클라이맥스 시리즈에서는 시즌 중 히로시마와의 맞대결 성적이 2전 2승(평균 자책점 0.75)이었다는 이유로 10월 12일 한신 고시엔 구장에서 열린 히로시마와의 퍼스트 스테이지 1차전의 선발로 발탁되었다. 일본 프로 야구 포스트 시즌에서 1차전의 선발로 나선 고졸 신인 투수는 센트럴 리그와 퍼시픽 리그를 통틀어 이 경기에서의 후지나미가 처음이다. 하지만 실제 경기에서는 3이닝까지 무실점으로 막아냈는데도 5이닝 4실점으로 패전 투수가 되었다.

## 플레이 스타일
“나니와의 다르빗슈”로 불렸으며 197cm의 장신에서 뻗어 나오는 최고 속도 164km/h의 직구와 날카로운 슬라이더, 컷 패스트볼을 무기로 삼으면서 포크볼과 커브도 정교하게 구사한다. 직구를 던질 때는 움직임이 있었고 투구폼은 스리쿼터였는데 공에 각도를 주기보다는 타자와의 거리의 가까움을 의식한다고 한다.
좋은 투수의 조건으로 우수한 수정 능력을 꼽는다. 또, 구속보다 구질을 중시하며 “직구 하나로 막아내는 것이 궁극의 이상이지만 실제로는 달성 불가능하다고 생각한다. 그래서 경기 때는 승리에 집착하는 피칭을 하고 있다”라고 말했다.
모교인 오사카도인 고등학교의 니시타니 고이치 감독은 후지나미를 “다르빗슈에 버금가는 재주를 갖추지는 않았다. 후지나미는 거친 맛이 남아있는 투수다. 그렇지만 이 거칠음이 그의 투수로서의 장점 중 하나”, “다르빗슈보다는 리치 게일(전 한신 투수)하고 닮았다”라고 평가했다.

## 에피소드
- 오사카부 출신이지만 어린 시절에 아버지의 영향으로 요미우리 자이언츠의 팬이었다고 한다.[52]
- 독서를 좋아하여 야구와 관련된 서적 외에도 히가시노 게이고나 야마다 유스케의 소설을 좋아하는 편이다.[51]
- 자신있는 과목은 영어이며, 어렸을 때부터 영어 교실에 다니는 등 중학교 3학년 때 영어 검정 준2급 자격증을 취득했다.[53]

## 상세 정보

### 출신 학교
- 오사카도인 고등학교

### 선수 경력
- 한신 타이거스(2013년 ~ 2022년)
- 오클랜드 애슬레틱스 (2023년 시즌 중)
- 볼티모어 오리올스 (2023년 시즌 중~ 종료)

### 수상·타이틀 경력

#### 타이틀
- 최다 탈삼진 : 1회(2015년)

#### 수상
아마추어 시대
- U-18 남자 연간 최우수 선수(2012년)
- 제25회 AAA 세계 야구 선수권 대회 올스타팀(2012년)

프로 야구 시대
- 월간 MVP : 1회(2013년 8월)
- 신인 특별상(2013년)
- 올스타전 MVP : 1회(2015년 1차전)

### 개인 기록

#### 투수 기록
- 첫 등판·첫 선발 : 2013년 3월 31일, 대 도쿄 야쿠르트 스왈로스 3차전(메이지 진구 야구장), 6이닝 2실점에서 패전 투수[14]
- 첫 탈삼진 : 상동, 1회말에 이와무라 아키노리로부터 루킹 삼진
- 첫 승리 : 2013년 4월 14일, 대 요코하마 DeNA 베이스타스 3차전(한신 고시엔 구장), 6이닝 무실점
- 첫 완투 승리 : 2014년 7월 15일, 대 주니치 드래곤스 14차전(나고야 돔), 9이닝 1실점(무자책점) 13탈삼진
- 7자 연속 탈삼진 : 2014년 8월 1일, 대 요코하마 DeNA 베이스타스 13차전(한신 고시엔 구장) ※구단 타이 기록
- 센트럴 리그 클라이맥스 시리즈 최연소 승리 투수 : 20세 6개월, 2014년 10월 15일, 대 요미우리 자이언츠 1차전(도쿄 돔) 7이닝 1실점
- 포스트 시즌 구단 최연소 승리 투수 : 상동
- 첫 완봉 승리 : 2015년 5월 20일, 대 요미우리 자이언츠 10차전(한신 고시엔 구장), 9이닝 2피안타 10탈삼진

#### 타격 기록
- 첫 타석 : 2013년 3월 31일, 대 도쿄 야쿠르트 스왈로스 3차전(메이지 진구 야구장), 3회초에 야기 료스케로부터 헛스윙 삼진
- 첫 타점 : 2013년 4월 14일, 대 요코하마 DeNA 베이스타스 3차전(한신 고시엔 구장), 5회말에 미우라 다이스케로부터 1루 스퀴즈 번트
- 첫 안타 : 2013년 4월 28일, 대 요코하마 DeNA 베이스타스 6차전(요코하마 스타디움), 6회초에 미우라 다이스케로부터 우중간 2루타[54]
- 첫 홈런 : 2014년 4월 15일, 대 히로시마 도요 카프 1차전(MAZDA Zoom-Zoom 스타디움 히로시마), 6회초에 구리 아렌으로부터 우월 솔로 홈런

#### 기타
- 올스타전 출장 : 3회(2013년 ~ 2015년)
- 이닝 연속 무실점 : 32와 1/3이닝(2015년)

### 등번호
- 19(2013년 ~ 2022년)
- 11(2023년 시즌 중)
- 14(2023년 시즌 중 ~ 종료)

### 연도별 투수 성적
| 연 도      | 소 속      | 등 판 | 선 발 | 완 투 | 완 봉 | 무 4 구 | 승 리 | 패 전 | 세 이 브 | 홀 드 | 승 률 | 타 자 | 이 닝 | 피 안 타 | 피 홈 런 | 볼 넷 | 고 4 | 몸 맞 | 탈 삼 진 | 폭 투 | 보 크 | 실 점 | 자 책 점 | 평 자 책 | W H I P |
| ---------- | ---------- | ----- | ----- | ----- | ----- | ------- | ----- | ----- | -------- | ----- | ----- | ----- | ----- | -------- | -------- | ----- | ---- | ----- | -------- | ----- | ----- | ----- | -------- | -------- | ------- |
| 2013년     | 한신       | 24    | 23    | 0     | 0     | 0       | 10    | 6     | 0        | 0     | .625  | 563   | 137.2 | 119      | 10       | 44    | 0    | 2     | 126      | 8     | 0     | 48    | 42       | 2.75     | 1.18    |
| 2014년     | 한신       | 25    | 25    | 2     | 0     | 0       | 11    | 8     | 0        | 0     | .579  | 704   | 163.0 | 150      | 6        | 64    | 0    | 11    | 172      | 6     | 0     | 79    | 64       | 3.53     | 1.31    |
| 2015년     | 한신       | 28    | 28    | 7     | 4     | 1       | 14    | 7     | 0        | 0     | .667  | 840   | 199.0 | 162      | 9        | 82    | 0    | 11    | 221      | 9     | 0     | 70    | 53       | 2.40     | 1.23    |
| 통산 : 3년 | 통산 : 3년 | 77    | 76    | 9     | 4     | 1       | 35    | 21    | 0        | 0     | .625  | 2107  | 499.2 | 431      | 25       | 190   | 0    | 24    | 519      | 23    | 0     | 197   | 159      | 2.86     | 1.24    |

- 2015년 시즌 종료 기준
- 굵은 글씨는 시즌 최고 성적.

### 주해
1. ↑  에가와 스구루의 요미우리 입단과 관련한 일련의 소동에 의해 고바야시 시게루는 에가와 스구루와의 맞트레이드로 한신에 이적, 에이스 투수로서 요미우리와 맞대결을 펼치기도 했다.
2. ↑  정확히 말하면 오자키는 고교 중퇴의 학력이지만 나이상 고교 3학년과 동일한 연령이라 남은 기록에 해당된다.
3. ↑  5월과 6월에는 노미 아쓰시, 7월에는 랜디 메신저, 8월에는 후지나미가 수상하는 등 한신의 투수가 4개월 연속으로 월간 MVP를 수상하는 대기록을 남겼다.

### 출전
1. 1 2 3  《아마추어 야구 vol.33》, 닛칸 스포츠 출판사, 2012년, p.4~8, ISBN 978-4-8172-5526-6
2. ↑  大阪桐蔭・藤浪が春の頂点に／足跡 - nikkansports.com(닛칸 스포츠), 2012년 4월 4일
3. ↑  藤浪史上初全試合150キロ台／センバツ - nikkansports.com(닛칸 스포츠), 2012년 4월 5일
4. ↑  大阪桐蔭春夏連覇　藤浪14Ｋ完封／甲子園 - nikkansports.com(닛칸 스포츠), 2012년 8월 24일
5. ↑  「真のエース」だ藤浪２日連続完封！春夏連覇達成 보관됨 2013-10-14 - 웨이백 머신 - 스포츠 닛폰, 2012년 8월 24일
6. ↑  藤浪　松坂以上の奪三振率、「伝説の左腕」に匹敵 - 스포츠 닛폰, 2012년 8월 24일
7. ↑  藤浪と森が「オールスターチーム」に選出 - 스포츠 닛폰, 2012년 9월 8일
8. ↑  阪神・藤浪が年間最優秀選手 国際野球連盟表彰 보관됨 2013-04-19 - 웨이백 머신 - 산케이 스포츠, 2012년 4월 14일
9. ↑  藤浪3冠！松坂以来14年ぶり／高校野球 - 닛칸 스포츠, 2012년 10월 4일
10. ↑  虎の藤浪「入りそうな気がしていた」 - 닛칸 스포츠, 2012년 10월 26일
11. ↑  虎・畑山スカウト、藤浪と毎試合後反省会 보관됨 2013-07-18 - 웨이백 머신 - 산케이 스포츠, 2013년 7월 15일
12. ↑  藤浪、背番19もう発表「いい番号」 - 닛칸 스포츠, 2012년 10월 27일
13. ↑  藤浪にダル給！阪神初の高卒最高額 - 닛칸 스포츠, 2012년 11월 16일
14. 1 2  虎打線援護なし！藤浪6回2失点も負け投手 보관됨 2013-04-03 - 웨이백 머신 - 산케이 스포츠, 2012년 3월 31일
15. ↑  藤浪初黒星もやっぱり怪物！6回自責1 - 닛칸 스포츠, 2013년 4월 1일
16. ↑  阪神・藤浪、史上最速デビューへ！予告先発発表 보관됨 2013-04-01 - 웨이백 머신 - 산케이 스포츠, 2012년 3월 30일
17. ↑  仰天指令！！虎・藤浪、中継ぎスタンバイ 보관됨 2014-10-11 - 웨이백 머신 - 산케이 스포츠, 2013년 4월 7일
18. ↑  藤浪がプロ初救援で2イニング1失点 - 닛칸 스포츠, 2013년 4월 8일
19. ↑  虎・藤浪、聖地でプロ初勝利！スクイズも決めた 보관됨 2014-10-11 - 웨이백 머신 - 산케이 스포츠, 2013년 4월 14일
20. ↑  藤浪が初勝利 6回0封＆スクイズ初打点 - 닛칸 스포츠, 2013년 4월 15일
21. ↑  藤浪自らのバットで勝利グイッ貴重2点目 - 닛칸 스포츠, 2013년 4월 14일
22. ↑  藤浪初勝利「素直にうれしい」／一問一答 - 닛칸 스포츠, 2013년 4월 14일
23. ↑  藤浪　松坂超え4月3勝　高卒新人“怪童”尾崎以来51年ぶり - 스포츠 닛폰, 2013년 4월 29일
24. ↑  藤浪4月3勝！高卒新人史上初 - 닛칸 스포츠, 2013년 4월 28일
25. ↑  【阪神】藤浪が背中に張り訴え抹消 - 닛칸 스포츠, 2013년 5월 11일
26. ↑  藤浪勝った！21日ぶり復帰7回1失点4勝 - 닛칸 스포츠, 2013년 5월 27일
27. ↑  藤浪「本塁打にならなくてよかった」／一問一答 - 닛칸 스포츠, 2013년 5월 26일
28. ↑  藤浪×大谷コラボグッズ大人気 10分で完売商品も - 스포츠 닛폰, 2013년 5월 27일
29. ↑  阪神・藤浪のローテ変更、中西C「リズム変える」 보관됨 2013-07-02 - 웨이백 머신 - 산케이 스포츠, 2013년 6월 29일
30. 1 2  夜も凄い！虎・藤浪、激投7Kで歴史的6勝ターン 보관됨 2013-07-17 - 웨이백 머신 - 산케이 스포츠, 2013년 7월 15일
31. ↑  藤浪「光栄です。勉強したい」／球宴 - 닛칸 스포츠, 2013년 7월 1일
32. ↑  藤浪危険球？中田先輩と乱闘コント／球宴 - 닛칸 스포츠, 2013년 7월 21일
33. ↑  藤浪「ずっとオールスター出たい」／球宴 - 닛칸 스포츠, 2013년 7월 23일
34. ↑  セ全球団星や！虎・藤浪あっぱれ132球“歓”封 보관됨 2013-08-14 - 웨이백 머신 - 산케이 스포츠, 2013년 8월 12일
35. ↑  藤浪、高卒新人で松坂以来のセ5球団勝利 - 닛칸 스포츠, 2013년 8월 12일
36. 1 2  阪神・藤浪、江夏以来の高卒新人10勝目！ 보관됨 2013-09-04 - 웨이백 머신 - 2013년 8월 31일
37. 1 2  2013년도 닛폰 생명 월간 MVP상 보관됨 2013-10-17 - 웨이백 머신 - 일본 야구 기구 공식 홈페이지
38. 1 2  藤浪“夏男”実証　史上2人目の快挙に「すごく光栄」 - 스포츠 닛폰, 2013년 9월 6일
39. 1 2 3 4  またまた快挙!藤浪が月間MVPを獲得 - 데일리 스포츠, 2013년 9월 6일
40. ↑  虎・藤浪よ完投頼む！100球制限解除 보관됨 2013-10-31 - 웨이백 머신 - 산케이 스포츠, 2013년 5월 31일
41. ↑  藤浪の球数リミッター解除 130球まで 보관됨 2013-10-17 - 웨이백 머신 - 데일리 스포츠, 2013년 8월 8일
42. ↑  セ・リーグ表彰、原監督に最優秀監督賞 - 닛칸 스포츠, 2013년 10월 9일
43. ↑  高卒新人初のPS「開幕投手」藤浪奇襲も痛恨被弾 - 스포츠 닛폰, 2013년 10월 13일
44. ↑  【阪神】藤浪5回4失点降板「情けない」 - 닛칸 스포츠, 2013년 10월 12일
45. ↑  4球団競合、地元へ…藤浪、阪神が交渉権 보관됨 2012-11-03 - 웨이백 머신 - 마이니치 신문, 2012년 10월 25일
46. ↑  https://www.mlbkor.com/news/articleView.html?idxno=12291
47. ↑  工藤公康氏が語る、大谷・藤浪の可能性 224勝左腕ズバリ解説、怪物ルーキーたちの開幕戦 보관됨 2013-11-01 - 웨이백 머신 - Sports Navi
48. 1 2  ‘야큐타로’ No.1, 고사이도 출판, p.94 ~ 95, 잡지 69411-06
49. ↑  ‘‘10·25’를 기다리는 정예들’, 《슈칸 베이스볼》 2012년 10월 29일자, 베이스볼 매거진사, p.12 ~ 14, 잡지 20445-10/29.
50. ↑  《Sports Graphic Number》 제814호, 분게이슌주, p.78 ~ 79, 잡지 26854-10/25
51. 1 2  《아마추어 야구 vol.32》 닛칸 스포츠 출판사, 2012년, p.20 ~ 21. ISBN 978-4-8172-5520-4
52. ↑  実は巨人ファンだった“浪速のダル”藤浪 보관됨 2013-11-01 - 웨이백 머신 - 도쿄 스포츠, 2012년 10월 31일
53. ↑  ‘고교 BIG 5의 빛’, 《슈칸 베이스볼》 2012년 9월 24일자, 베이스볼 매거진사, p.10 ~ 12, 잡지 20445-9/24
54. ↑  打ってもスゴい！阪神・藤浪、ド派手プロ初安打 보관됨 2013-07-23 - 웨이백 머신 - 산케이 스포츠, 2013년 4월 29일